# Robert Karnes
Robert Karnes (19 de junio de 1917 – 4 de diciembre de 1979) fue un actor estadounidense. 

## Biografía
Su nombre completo era Robert A. Karnes, y era natural de Kentucky, aunque más adelante fue a vivir a Arizona.
Aunque casi toda su carrera fue televisiva, en sus inicios intervino en diferentes largometrajes, casi siempre en papeles sin créditos, destacando entre ellos The Best Years of Our Lives (1946), Miracle on 34th Street (1947), Kiss Tomorrow Goodbye (1950), y De aquí a la eternidad (1953).
Fue coprotagonista junto a James Gregory de la serie criminal de la NBC The Lawless Years, interpretando a Max Fields en quince episodios entre 1959 y 1961. El programa, ambientado en los Felices Años Veinte, precedió al más exitoso Los Intocables por media temporada. Karnes incluso actuó en un par de ocasiones en Los Intocables. Además de ello, actuó cinco veces en Alfred Hitchcock Presents y otras tres en The Alfred Hitchcock Hour.

## Papeles en el western
En 1960, Karnes hizo un papel en el western Five Guns to Tombstone junto a Quintin Sondergaard, actor que anteriormente había trabajado en la serie Tombstone Territory. Karnes trabajó con frecuencia en el western en televisión. Entre sus interpretaciones para el género figuran: el episodio de 1959 "Murder Is the Bid" de la serie Mackenzie's Raiders, con Richard Carlson; diez capítulos, entre 1957 y 1974, de la producción de la CBS Gunsmoke, protagonizada por James Arness; seis actuaciones en el show de Richard Boone Have Gun Will Travel; cinco capítulos, entre 1962 y 1971, de Bonanza, producción de la NBC con Lorne Greene; cinco actuaciones como Padre Esteban en The Big Valley, de la ABC, con protagonismo de Barbara Stanwyck; cuatro diferentes papeles en la serie de la NBC El virginiano, con James Drury y Doug McClure.
De menor entidad fueron las siguientes actuaciones: tres intervenciones en el show Dick Powell's Zane Grey Theater; dos papeles de sheriff en la producción de ABC The Guns of Will Sonnett, con Walter Brennan y Dack Rambo; dos actuaciones en Rawhide, de CBS, con Clint Eastwood y Eric Fleming; otras dos en Frontier Justice. 
Otras series western en las que participó, aunque con una sola actuación en casi todas ellas fueron: The Californians, Tales of Wells Fargo (con Dale Robertson), 26 Men (con Tristram Coffin), Broken Arrow (con John Lupton), The Outlaws (con Bruce Yarnell), Cimarron Strip (con Stuart Whitman), Trackdown (con Robert Culp), Cheyenne (con Clint Walker), The Texan (con Rory Calhoun) y Man Without a Gun (con Rex Reason).

## Otros papeles
Antes de 1961 fue Chamberlain, un fiscal de distrito, en cinco episodios del drama legal de la CBS Perry Mason, con Raymond Burr. También con Burr, actuó entre 1967 y 1971 en cuatro capítulos del programa de la NBC Ironside. También intervino en tres ocasiones en la serie de Lloyd Bridges Sea Hunt. Hizo cuatro actuaciones como sheriff en Hardy Boys/Nancy Drew Mysteries, para ABC. También trabajó en uno de los primeros capítulos del drama familiar de CBS The Waltons, y además intervino en algunas sitcom: The Andy Griffith Show, M*A*S*H, Harrigan and Son y Grindl.
Otras series en las que intervino Karnes fueron: The Mod Squad, The Man and the Challenge, Emergency!, The Detectives Starring Robert Taylor (con Robert Taylor), The Lieutenant (con Gary Lockwood), Richard Diamond, Private Detective (con David Janssen), y Gunn (con Craig Stevens).
Su último papel, poco antes de fallecer, tuvo lugar en un capítulo de la sitcom Benson, en la ABC. Ese mismo año había hecho otro de sus últimos papeles, el de Gordon Sanders en la serie de detectives de ABC Los Ángeles de Charlie. A título póstumo apareció en la serie Bogie en 1980.

## Fallecimiento
Karnes falleció a causa de un fallo cardiaco en 1979 en Sherman Oaks, Los Ángeles, California.